# Ignaz Brüll
Ignaz Brüll (ur. 7 listopada 1846 w Prościejowie, zm. 17 września 1907 w Wiedniu) – austriacki kompozytor i pianista pochodzenia morawskiego.
Uczył się gry na fortepianie u Juliusa Epsteina oraz kompozycji u Johanna Rufinatschy i Felixa Ottona Dessoffa. Występował jako pianista. Przyjaźnił się z Johannesem Brahmsem. W latach 1872–1878 uczył gry na fortepianie w szkole Horaka w Wiedniu. W 1878 roku odwiedził Londyn, gdzie dał 20 koncertów.
Skomponował m.in. jedną symfonię, dwa koncerty fortepianowe, koncert skrzypcowy, sonatę na dwa fortepiany oraz dziesięć oper. Opery Brülla charakteryzują się melodyjnością i prostotą, pozbawione są większych napięć dramatycznych. Największą popularnością spośród nich cieszyła się Das goldene Kreuz (wystawiona w 1875 r. w Berlinie).